# Wonorejo (Glagah)
Wonorejo is een bestuurslaag in het regentschap Lamongan van de provincie Oost-Java, Indonesië. Wonorejo telt 1300 inwoners (volkstelling 2010).